# Rechtsbibliothekar
Der Rechtsbibliothekar (im Englischen „law librarian“) hat eine juristische Vorbildung und meist auch eine bibliothekarische Ausbildung. Der Ausdruck „Rechtsbibliothekar“ ist im deutschsprachigen Bereich inzwischen weitgehend üblich geworden. Andere Bezeichnungen sind „juristischer Bibliothekar“, „Bibliotheksjurist“ und „Fachreferent für das Fach Rechtswissenschaft“.

## Berufsbild
Ein Rechtsbibliothekar betreut und verwaltet eine Rechtsbibliothek oder den juristischen Bereich einer Universitätsbibliothek oder sonstigen Universalbibliothek. Er ist in der Regel nicht nur für die juristische Literatur in der Bibliothek zuständig, sondern auch für die Lösung von Rechtsfragen im Bereich der Bibliothek. Insoweit wird er manchmal auch als Bibliotheksjurist bezeichnet.
In manchen Universalbibliotheken wird dem Rechtsbibliothekar zusätzlich die Betreuung weiterer Fachbereiche (wie Wirtschafts- und Sozialwissenschaften, Politik) und/oder die Leitung einer Abteilung der Bibliothek übertragen.
Rechtsbibliothekare sind auch bei anderen – internationalen oder nationalen – Institutionen tätig, wie der Max-Planck-Gesellschaft zur Förderung der Wissenschaften (hier besonders bei den juristischen Max-Planck-Bibliotheken von Interesse), der Deutschen Forschungsgemeinschaft, bei Gerichts-, Parlaments-, Behörden- und Ministerialbibliotheken, bei Ministerien für Wissenschaft und Kultur (für die Bewilligung von Mitteln an Universitäten und andere Institutionen zur Versorgung mit Fachliteratur), bei Universitäten oder Fachhochschulen (für die Unterrichtung von bibliothekarischen Nachwuchskräften), ferner in größeren Anwaltskanzleien (dort und in kleineren Gerichtsbibliotheken als „One Person Library“).
Die Rechtsbibliothekare sind fast immer im öffentlichen Dienst tätig, als Beamte oder als Angestellte. In den seltenen Fällen, in denen sie in Anwaltskanzleien oder bei privatrechtlichen Organisationen beschäftigt sind, handelt es sich um Angestellte in einem privatrechtlichen Arbeitsverhältnis.
Bei der Bezeichnung „Bibliotheksjurist“ wird die juristische Komponente gegenüber der bibliothekarischen betont; beim „Rechtsbibliothekar“ ist dies umgekehrt. Mit der Größe der Bibliothek und der Anzahl der Bibliotheksbenutzer nehmen auch die Rechtsfragen zu. Sie können (wie bei den Justiziaren großer Staatsbibliotheken) zum Schwerpunkt der Arbeit werden. Aus diesem Grund kann es zu unterschiedlichen beruflichen Bezeichnungen kommen, zumal bei den Bibliothekaren des höheren Dienstes, die zwei juristische Staatsexamen abgelegt haben.
Die Rechtsbibliothekare gehören zu den wissenschaftlichen Bibliothekaren (zum „höheren Dienst“) und ebenso zu den Juristen, dort meist zur Gruppe der Verwaltungsjuristen. Wenn sich aus einer Biografie ergibt, dass eine Person zugleich als Jurist oder Verwaltungsjurist und als Bibliothekar für eine gewisse Dauer tätig war, kann davon ausgegangen werden, dass es sich um einen Rechtsbibliothekar handelt (vgl. als Beispiel Jacob Grimm).
Rechtsbibliothekare, die im Laufe ihrer Berufstätigkeit zum Direktor einer Universalbibliothek ernannt worden sind, werden weiterhin als Rechtsbibliothekare betrachtet, was zumindest im Hinblick auf die rechtsbibliothekarische Zeit davor nicht zweifelhaft ist. Aber auch für die Zeit als Bibliotheksdirektor dürften sich – insbesondere bei der Entscheidung von Rechts- und Verwaltungsfragen – Unterschiede daraus ergeben, ob jemand vorher als Rechtsbibliothekar oder zum Beispiel als Musikbibliothekar ausgebildet worden ist und gearbeitet hat.
Juristen, die als Dozenten (Professoren) oder Autoren die Wissenschaft besonders gefördert haben, werden als Rechtswissenschaftler bezeichnet. Rechtsbibliothekare gelten meist als Rechtswissenschaftler, wenn sie im Bereich des Bibliotheksrechts oder der Rechtsbibliografie hervorgetreten sind.

## Historische Entwicklung
Vermutlich wurde im deutschen Sprachraum der Begriff „Rechtsbibliothekar“ offiziell erstmals 1974 verwendet bei der Gründung einer schweizerischen Arbeitsgruppe Rechtsbibliothekare. Aus dieser Arbeitsgruppe Rechtsbibliothekare entstand 1998 eine Vereinigung der Juristischen Bibliotheken der Schweiz (VJBS).
Im angelsächsischen Raum war der Begriff „law librarian“ schon viel früher üblich als im deutschsprachigen Bereich der Ausdruck „Rechtsbibliothekar“. Bereits in den Jahren 1887–1890 erschien zum Beispiel in San Francisco eine Zeitschrift unter dem Titel „Law Librarian“.
Nachdem vorher fast nur Historiker und Philologen als wissenschaftliche Bibliothekare wirkten, hielt man es von der ersten Hälfte des 20. Jahrhunderts an im deutschsprachigen Raum für sinnvoll, mit Rücksicht auf andere Wissenschaftsgebiete auch Absolventen anderer Studienfächer als Bibliothekare auszubilden. Als Rechtsbibliothekare in dieser Zeit sind Friedrich List und Heinrich Treplin besonders bekannt geworden, auch durch bibliotheksrechtliche Veröffentlichungen.
In den vorhergehenden Jahrhunderten gab es auch schon Rechtsbibliotheken und Universalbibliotheken mit juristischen Beständen. Diese wurden von Bibliothekaren betreut. In einigen Fällen hat es sich hierbei um Juristen gehandelt, die man nach neuerem Sprachgebrauch als Rechtsbibliothekare bezeichnen könnte. Der Schwerpunkt ihres Wirkens im Laufe des ganzen Berufslebens hat manchmal nicht im Bereich Recht und Bibliothek gelegen. Hier soll nur auf eine rechtsbibliothekarische Komponente hingewiesen werden, wie zum Beispiel bei den Brüdern Jacob und Wilhelm Grimm (die hauptsächlich als Sprach- und Literaturwissenschaftler wirkten) und bei Alfons Maria Stickler (einem Kurienkardinal der römisch-katholischen Kirche). Als Beispiele für juristische Professorenbibliothekare mögen hier dienen für das 17. Jahrhundert Martin Rümelin, für das 20. Jahrhundert Wilhelm Wengler. Auf die Erwähnung von Universalgelehrten (wie zum Beispiel Johann Wolfgang von Goethe und Gottfried Wilhelm Leibniz), die neben anderen Wissenschaftsgebieten sich auch mit Rechts- und Bibliothekswissenschaft beschäftigten, wird hier in der Regel verzichtet.
Am Ende des 19. Jahrhunderts hatten die führenden deutschen Bibliothekare noch die Vorstellung, dass „die Bibliotheksbeamten in allen Zweigen ihres Dienstes ohne weitergehende Berücksichtigung ihres ursprünglichen Fachstudiums gleichmässig verwendbar sein müssen und bei der meist kleinen Anzahl von Beamten an einer Bibliothek auch thatsächlich nur als Bibliothekare, nicht als Historiker, Philologen, Juristen oder Theologen verwendet werden“. Inzwischen hält man es für zweckmäßig, die wissenschaftlichen Bibliothekare möglichst im Rahmen ihres Studienfaches einzusetzen: den Rechtsbibliothekar für die Rechtsbibliothek(en).

## Vor- und Ausbildung
Die juristische Vorbildung wird in Deutschland in der Regel durch die Erste Juristische Staatsprüfung nachgewiesen. Es kann noch eine Zweite Juristische Staatsprüfung hinzukommen. Eine Promotion (bei den Juristen: zum Dr. jur., Doktor der Rechte) war noch bis in die siebziger Jahre des vorigen Jahrhunderts erforderlich. Zur Gewinnung wissenschaftlicher Bibliothekare gesuchter Fächer (wozu auch Jura gehört) wurden häufig Ausnahmen gemacht. Inzwischen gilt eine Promotion nur noch als erwünscht. Zu Österreich und der Schweiz vgl. Anmerkung.
Stehen bei der Besetzung der Stelle eines Rechtsbibliothekars zwei Kandidaten mit Erster Juristischer Staatsprüfung und gleichem Gesamteindruck zur Auswahl, wovon der eine auch die Zweite Juristische Staatsprüfung bestanden hat und der andere Dr. jur. ist, so ergeht meist folgende Entscheidung: im Bereich einer Universität oder eines juristischen Max-Planck-Instituts zugunsten des Dr. jur., im Bereich eines Bundesgerichts oder eines Ministeriums zugunsten des Volljuristen. Die Zahl der Volljuristen mit Promotion ist unter den deutschsprachigen Rechtsbibliothekaren gering und dürfte um 5 % liegen.
Die bibliothekarische Zusatzausbildung erfolgte früher allgemein durch zwei Jahre Bibliotheksreferendariat mit anschließender Prüfung für den höheren Dienst an wissenschaftlichen Bibliotheken (Assessor des Bibliotheksdienstes). Inzwischen sind Universitäten und Fachhochschulen durch Masterstudiengänge in die Ausbildung wissenschaftlicher Bibliothekare einbezogen worden. Das „Bibliotheksvolontariat“ wird im Artikel „Bibliotheksreferendariat“ behandelt.
Erwartet werden hohes berufliches Engagement, ausgeprägtes Dienstleistungsbewusstsein und Kommunikationskompetenz, ausgeprägte Organisationsfähigkeit, Teamfähigkeit, Innovationsfähigkeit, selbständiges Handeln und die sichere Beherrschung der englischen Sprache. Vorkenntnisse und nachweisbare Erfahrungen im Bereich wissenschaftlicher Bibliotheken sind von Vorteil.
Bei Juristen ohne Prüfung als Assessor des Bibliotheksdienstes, die als Bibliothekare des höheren Dienstes an Bibliotheken in Trägerschaft des Bundes vorgesehen sind, kann der Bundespersonalausschuss oder ein von ihm zu bestimmender unabhängiger Ausschuss die gleichwertigen Kenntnisse und Fähigkeiten der Bewerber feststellen. Entsprechende Regelungen gelten in den meisten Bundesländern Deutschlands.
In Einzelfällen gibt (und gab) es in den juristischen Bibliotheken auch wissenschaftliche Bibliothekare, die nicht in Jura ihre Staatsprüfung abgelegt haben, sondern in einem anderen – evtl. verwandten – Fach, oder die als besonders befähigte Diplom-Bibliothekare den Aufstieg vom gehobenen in den höheren Bibliotheksdienst geschafft haben. Beispiele hierfür: Ursula
Bödecker, Gerda Graf, Brigitte Höckmair, Gabriele Hoffmann, Johannes Mikuteit, Franz Schneider, Hans Schulz, Astrid Seng, Martin Vorberg, Marga Waclawczyk, Gustav Wahl. Hierbei handelt es sich um Rechtsbibliothekare im weiteren Sinn, die auch unter „Bekannte Rechtsbibliothekare“ verzeichnet sind.

## Berufsvereinigungen
Eine Arbeitsgemeinschaft für juristisches Bibliotheks- und Dokumentationswesen (AjBD) wurde 1971 von Rechtsbibliothekaren aus Deutschland, Österreich und der Schweiz gegründet. Der Ausdruck „Rechtsbibliothekar“ wurde im Namen der neuen Vereinigung bewusst vermieden, da man keinen Personenverband, sondern einen Sachverband schaffen wollte, nach dem Vorbild der International Association of Law Libraries (IALL) und der Arbeitsgemeinschaft der Parlaments- und Behördenbibliotheken (APBB). Die AjBD ist nach § 2 Abs. 2 ihrer Satzung die deutschsprachige Sektion der IALL.
Auch in vielen anderen Regionen gibt es rechtsbibliothekarische Vereinigungen, zum Beispiel die British and Irish Association of Law Librarians (BIALL) und die American Association of Law Libraries (AALL). Weitere Hinweise auf rechtsbibliothekarische Vereinigungen werden auf der Homepage der AjBD unter dem Menüpunkt „Service“ geboten. Rechtsbibliothekare sind oft auch in allgemeinbibliothekarischen Berufsvereinigungen aktiv, in Deutschland: Verein Deutscher Bibliothekarinnen und Bibliothekare (VDB) und Deutscher Bibliotheksverband (dbv), in Österreich: Vereinigung Österreichischer Bibliothekarinnen und Bibliothekare (VÖB) und Österreichischer Bibliothekenverbund (obv), in der Schweiz: Bibliothek Information Schweiz (BIS). Wenn es um die Regelung von Rechtsfragen in Bibliotheken geht, kann auf die Mitwirkung der Rechtsbibliothekare nicht verzichtet werden, zum Beispiel in einer „Kommission für Rechtsfragen“.

## Bekannte Rechtsbibliothekare
In der Kategorie Rechtsbibliothekar sind Rechtsbibliothekare mit einem eigenen Personenartikel in der deutschsprachigen Wikipedia aufgeführt.
Eine Reihe verdienter Rechtsbibliothekare aus den USA ist seit 2010 in der „American Association of Law Libraries Hall of Fame“ genannt. Die Auswahl der zu Ehrenden wird von einem Hall of Fame Selection Special Committee der AALL vorgenommen, nach Auswahlkriterien des Executive Board der AALL.
Auch über eine „International Law Librarians Hall of Fame“ hat man sich Gedanken gemacht. Eine Liste von 10 „Potential nominees“ erschien 2010 bei Slaw.